# 入船町 (秦野市)
入船町（いりふねちょう）は神奈川県秦野市の地名・町名。同市の8地区の分類では本町地区。

## 地理
東端を金目川が流れ、南方には秦野駅がある。町内西部にあるイオン秦野ショッピングセンターの敷地面積は47,563m2であり、入船町の面積（126,000m2）の1/3以上を占めている。

## 世帯数と人口
2023年（令和5年）4月1日現在（秦野市発表）の世帯数と人口は以下の通りである。
| 町丁   | 世帯数  | 人口  |
| ------ | ------- | ----- |
| 入船町 | 242世帯 | 508人 |

### 人口の変遷
国勢調査による人口の推移。
| 年                 | 人口 |
| ------------------ | ---- |
| 1995年（平成7年）  | 486  |
| 2000年（平成12年） | 553  |
| 2005年（平成17年） | 562  |
| 2010年（平成22年） | 639  |
| 2015年（平成27年） | 655  |
| 2020年（令和2年）  | 542  |

### 世帯数の変遷
国勢調査による世帯数の推移。
| 年                 | 世帯数 |
| ------------------ | ------ |
| 1995年（平成7年）  | 149    |
| 2000年（平成12年） | 192    |
| 2005年（平成17年） | 203    |
| 2010年（平成22年） | 253    |
| 2015年（平成27年） | 254    |
| 2020年（令和2年）  | 233    |

## 学区
市立小・中学校に通う場合、学区は以下の通りとなる（2021年5月時点）。
| 大字   | 番地 | 小学校             | 中学校             |
| ------ | ---- | ------------------ | ------------------ |
| 入船町 | 全域 | 秦野市立末広小学校 | 秦野市立本町中学校 |

## 事業所
2021年（令和3年）現在の経済センサス調査による事業所数と従業員数は以下の通りである。
| 町丁   | 事業所数 | 従業員数 |
| ------ | -------- | -------- |
| 入船町 | 79事業所 | 1,332人  |

### 事業者数の変遷
経済センサスによる事業所数の推移。
| 年                 | 事業者数 |
| ------------------ | -------- |
| 2016年（平成28年） | 96       |
| 2021年（令和3年）  | 79       |

### 従業員数の変遷
経済センサスによる従業員数の推移。
| 年                 | 従業員数 |
| ------------------ | -------- |
| 2016年（平成28年） | 1,244    |
| 2021年（令和3年）  | 1,332    |

## 交通

### 鉄道
- 小田急小田原線秦野駅より徒歩約20分

### 路線バス
- 小田急小田原線秦野駅より約10分

### 道路
- 県道704号線

## 周辺
- イオン秦野ショッピングセンター
- 秦野市立本町公民館

## その他

### 日本郵便
- 郵便番号 : 257-0041[3]（集配局 : 秦野郵便局[17]）。